# 3703 Volkonskaya

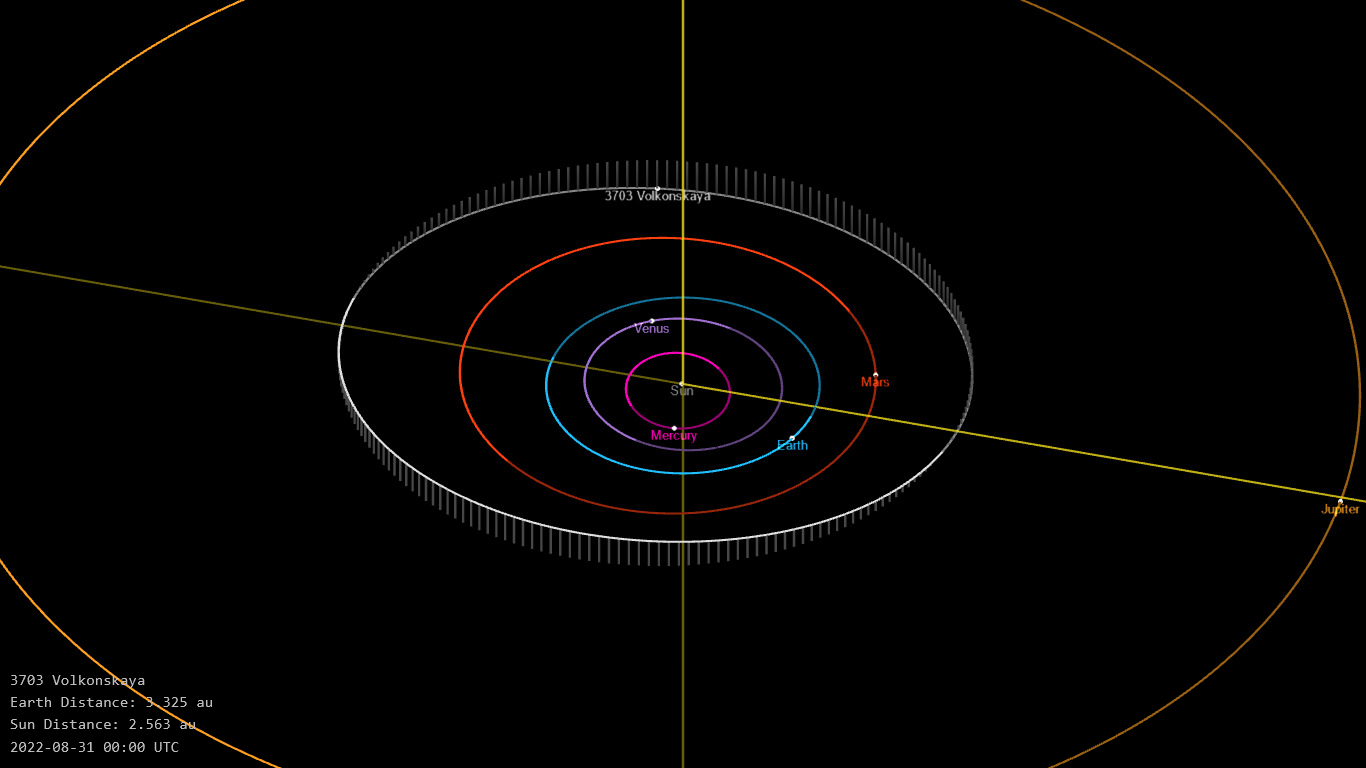
Quỹ đạo của 3703 Volkonskaya và vị trí của 3703 Volkonskaya vào ngày 31/8/2022

3703 Volkonskaya là một tiểu hành tinh vành đai chính với chu kỳ quỹ đạo là 1300.6587969 ngày (3.56 năm).
Nó được phát hiện ngày 9 tháng 8 năm 1978.